# Groote Zoutepolder
De Groote Zoutepolder is een polder ten noorden van Biervliet, behorende tot de Polders rond Biervliet.
De polder maakte tot 1532 deel uit van het Eiland van Biervliet, maar ze overstroomde en kon, vanwege de oorlogsomstandigheden, pas in 1619 worden herdijkt, in de Nederlandse provincie Zeeland.
De polder is 66 ha groot en wordt onder meer begrensd door de Noordstraat, de Hoofdplaatse Weg en de Zoute Weg.